# Hantsambou
Hantsambou är en ort i Komorerna.   Den ligger i distriktet Grande Comore, i den västra delen av landet, 5 km norr om huvudstaden Moroni. Antalet invånare är 1 015.
Terrängen runt Hantsambou är kuperad åt nordost, men åt sydost är den bergig. Havet är nära Hantsambou åt nordväst. Runt Hantsambou är det tätbefolkat, med 411 invånare per kvadratkilometer. Närmaste större samhälle är Moroni, 4,7 km söder om Hantsambou. I omgivningarna runt Hantsambou växer i huvudsak städsegrön lövskog.